# Илюхин, Александр Никитович
Алекса́ндр Ники́тович Илю́хин (17 февраля 1918 года — 29 октября 1946 года) — военный лётчик, заместитель командира эскадрильи 13-го истребительного Краснознаменного авиационного полка ВВС ВМФ (позднее преобразованного в 14-й гвардейский истребительный Клайпедский Краснознаменный ордена Ушакова авиационный полк ВВС ВМФ), гвардии капитан.
Совершил 236 боевых вылета, участвовал в 24 воздушных боях (к 22.10.1944). Всего лично сбил 6 самолётов противника и 9 (по некоторым данным 10) — в составе группы.

## Биография

### Ранние годы
Родился 17 февраля 1918 года в селе Вишенки ныне Заокского района Тульской области. В 1933 году окончил 7 классов неполной средней школы, затем, в 1935 году рабфак. Слесарь.
В Красной Армии с 1936 года. Окончил Ейское военно-морское авиационное училище и получил звание лейтенанта. Направлен младшим летчиком в 3-ю авиационную эскадрилью 5-го иап (61 иабр ВМФ, КБФ), с 19 июня 1941 года летчик 1-й авиационной эскадрильи.

### В годы Великой Отечественной войны
Участник Великой Отечественной войны с июня 1941 года. Воевал на МиГ-3, Як-9.
7 августа 1941 года пилот истребителя 5-го истребительного авиационного полка лейтенант А. Н. Илюхин в составе своего звена вылетел на отражение нападения на аэродром Низино четырёх Ю-88. Всего на отражение налета вылетело 11 истребителей. Навязав воздушный бой, лётчики Бондаренко и Илюхин в районе озера Лубенское атаковали один из Ю-88, который горящим упал в лес.
С 7 января 1942 года по 27 декабря 1943 года старший лейтенант А. Н. Илюхин лётчик 64-го (65-го) истребительного авиационного полка Особого назначения КБФ. Перегонял на фронт истребители разных типов.
С февраля 1944 года гвардии старший лейтенант, летчик 13-го иап (14-го гиап), с 31 марта 1944 года — командир звена, с 22 сентября 1944 года заместитель командира 3-й эскадрильи.
Член ВКП(б) с 1944 года.
29 октября 1946 года гвардии капитан Александр Никитович Илюхин погиб в авиационной катастрофе при испытании самолёта.
Похоронен в Санкт-Петербурге на Серафимовском кладбище.

## Список воздушных побед
Без учёта сбитых в группе в составе 5 иап КБФ в 1941 году двух Ю-88 и одного Ме-109 (даты не установлены).
| Список воздушных побед А. Н. Илюхина | Список воздушных побед А. Н. Илюхина | Список воздушных побед А. Н. Илюхина | Список воздушных побед А. Н. Илюхина | Список воздушных побед А. Н. Илюхина |
| № п/п                                | Дата победы                          | Тип самолёта                         | Место победы                         | Примечание                           |
| ------------------------------------ | ------------------------------------ | ------------------------------------ | ------------------------------------ | ------------------------------------ |
| 1                                    | 07.08.1941                           | Ю-88                                 | оз. Лубенское                        | в составе группы                     |
| 2                                    | 29.05.1944                           | ФВ-190                               | Нарвский залив                       | лично                                |
| 3                                    | 29.05.1944                           | ФВ-190                               | Нарвский залив                       | в составе группы                     |
| 4                                    | 15.06.1944                           | ФВ-190                               | Нарвский залив                       | лично                                |
| 5                                    | 15.06.1944                           | ФВ-190                               | Нарвский залив                       | в составе группы                     |
| 6                                    | 16.06.1944                           | ФВ-190                               | Нарвский залив                       | лично                                |
| 7                                    | 17.06.1944                           | Фиат                                 | зап. Винпури                         | в составе группы                     |
| 8                                    | 01.08.1944                           | Ме-109                               | Кясмулахти                           | в составе группы                     |
| 9                                    | 05.08.1944                           | Ме-109                               | Харалахти                            | лично                                |
| 10                                   | 30.08.1944                           | ФВ-190                               | зап. р. Мустве                       | в составе группы                     |
| 11                                   | 20.10.1944                           | ФВ-190                               | Либава                               | лично                                |
| 12                                   | 08.05.1945                           | Ю-52                                 | Либава-Виндава                       | лично                                |

### Награды
- медаль «За боевые заслуги» (08.04.1944)
- орден Красного Знамени (22.06.1944)
- орден Красного Знамени (20.07.1944)
- орден Красного Знамени (28.12.1944)
- медаль «За боевые заслуги» (05.11.1946)
- медаль «За оборону Ленинграда»
- медаль «За победу над Германией в Великой Отечественной войне 1941—1945 гг.»

## Семья
Жена: Галина Фёдоровна (1919—2013)
Дочь: Валентина